# Suncoast
Suncoast è un film del 2024 scritto e diretto da Laura Chinn, al suo debutto alla regia.

## Produzione
Nell'agosto 2022 è stato annunciato che Woody Harrelson, Laura Linney e Nico Parker avrebbero recitato in un film parzialmente autobiografico scritto e diretto da Laura Chinn. Le riprese principali sono iniziate a Charleston nel settembre 2022 e, dopo una pausa causata dall'uragano Ian, sono riprese a Moncks Corner nell'ottobre dello stesso anno.

## Promozione
Il primo trailer del film è stato diffuso il 17 gennaio 2024.

## Distribuzione
Il film è stato presentato in anteprima mondiale al Sundance Film Festival il 21 gennaio 2024, prima di essere distribuito su Disney+ in versione sottotitolata in italiano il 9 febbraio dello stesso anno.